# Au cœur du stade
Au cœur du stade è il quarto album dal vivo della cantante canadese Céline Dion, pubblicato l'8 luglio 1999. È il ventitreesimo album in lingua francese ed il trentaduesimo in totale.

## Antefatti, contenuti e promozione
(dal concerto di Céline Dion allo Stade de France di Parigi il 19 giugno 1999)
Au coeur du stade è stato registrato dal vivo durante due concerti sold-out allo Stade de France di Parigi il 19 e il 20 giugno 1999. Céline fece la storia della musica con questi due concerti, diventando il primo artista a esibirsi per oltre 180.000 spettatori paganti a notte.
I concerti rischiarono di essere annullati a causa della diagnosi di cancro ricevuta da René. Céline combattuta tra i suoi obblighi professionali e il suo desiderio di rimanere accanto a suo marito, decise di continuare il tour, rimanendo in contatto con il marito grazie alla tecnologia; a René fu permesso di guardare gli show trasmessi in diretta via internet. Il pubblico assistette anche ai gesti d'amore che Céline mandava al marito per incoraggiarlo e mostrargli l'affetto suo e del pubblico.
La performance incluse brani tratti principalmente dall'album S'il suffisait d'aimer. Jean-Jacques Goldman condivise il palco con Céline per una versione vivace di J'irai où tu iras. Au cœur du stade contiene anche alcune delle prime canzoni francesi della cantante, quali: Ce n'était qu'un rêve, D'amour ou d'amitié, Mon ami m'a quittée e poche tracce in inglese, tra cui Let's Talk About Love e My Heart Will Go On, canzone finale del concerto. Medley acoustique (traccia nove) è composto da cinque canzoni diverse, ognuna delle quali potrebbe essere rimasta come traccia unica, in particolare Un garçon pas comme les autres (Ziggy) che dura oltre tre minuti.
Il CD non contiene lo spettacolo completo. Tutte le canzoni sono state registrate sul DVD Au cœur du stade, anch'esso uscito nel 1999. L'album è stato promosso con il singolo e il video live di Dans un autre monde.

## Recensioni di critica e successo commerciale
AllMusic definì l'album "uno sforzo soddisfacente e un must per i fan e i collezionisti della musica di questa cantante".
Nei paesi francofoni Au cœur du stade ottenne diverse certificazioni per le alte vendite, in particolare in Francia l'album fu certificato doppio disco di platino, in Svizzera e in Belgio ottenne il disco di platino e in Canada il disco d'oro.
Au cœur du stade salì in prima posizione nella classifica svizzera (quattro settimane consecutive), in quella francese (due settimane consecutive) e in quella belga (una settimana). Nelle Fiandre l'album raggiunse la terza posizione mentre in Canada la numero quindici. L'album fu anche presente nelle top-40 dei paesi non francofoni, tra cui la posizione numero 18 in Austria, la numero 23 nei Paesi Bassi e la numero 37 in Germania e Ungheria. Nella European Top 100 Albums, Au cœur du stade raggiunse la nona posizione.

## Tracce

### Au cœur du stade
1. Let's Talk About Love – 7:40 (Bryan Adams, Jean-Jacques Goldman, Elliott Kennedy)
2. Dans un autre monde – 4:25 (Goldman)
3. Je sais pas – 5:47 (Goldman, J. Kapler)
4. Je crois toi – 4:36 (Goldman)
5. Terre – 4:26 (Erick Benzi)
6. J'irai où tu iras (feat. Jean-Jacques Goldman) – 4:06 (Goldman)
7. S'il suffisait d'aimer – 5:10 (Goldman)
8. On ne change pas – 6:03 (Goldman)
9. Medley Acoustique – 11:33
10. Pour que tu m'aimes encore – 5:20 (Goldman)
11. My Heart Will Go On – 5:22 (James Horner, Will Jennings)